# Дискография Katatonia
В данной статье представлена дискография шведской метал-группы Katatonia.

## Альбомы
| Dance of December Souls                                                           | - Выпущен: 14 декабря 1993 - Лейбл: No Fashion Records - Форматы: CD, CS, LP, DL     | —   | —  | —  | —  | —   | —  | —  | —  | —  | —   |
| Brave Murder Day                                                                  | - Выпущен: 1996 - Лейбл: Avantgarde Music - Форматы: CD, CS, LP, DL                  | —   | —  | —  | —  | —   | —  | —  | —  | —  | —   |
| Discouraged Ones                                                                  | - Выпущен: 27 апреля 1998 - Лейбл: Avantgarde Music - Форматы: CD, CS, LP, DL        | —   | —  | —  | —  | —   | —  | —  | —  | —  | —   |
| Tonight's Decision                                                                | - Выпущен: 31 августа 1999 - Лейбл: Peaceville Records - Форматы: CD, CS, LP, DL     | —   | —  | —  | —  | —   | —  | —  | —  | —  | —   |
| Last Fair Deal Gone Down                                                          | - Выпущен: 8 мая 2001 - Лейбл: Peaceville Records - Форматы: CD, CS, LP, DL          | —   | —  | —  | —  | —   | —  | —  | —  | —  | —   |
| Viva Emptiness                                                                    | - Выпущен: 24 марта 2003 - Лейбл: Peaceville Records - Форматы: CD, LP, DL           | —   | 17 | —  | —  | —   | —  | —  | —  | —  | —   |
| The Great Cold Distance                                                           | - Выпущен: 13 марта 2006 - Лейбл: Peaceville Records - Форматы: CD, LP, DL           | —   | 8  | —  | 42 | —   | —  | —  | —  | —  | —   |
| Night Is the New Day                                                              | - Выпущен: 2 ноября 2009 - Лейбл: Peaceville Records - Форматы: CD, LP, DL           | —   | 8  | 77 | 39 | 141 | —  | —  | —  | —  | —   |
| Dead End Kings                                                                    | - Выпущен: 27 августа 2012 - Лейбл: Peaceville Records - Форматы: CD, CD+DVD, LP, DL | 138 | 4  | 21 | 12 | 88  | 25 | 46 | 17 | 60 | 142 |
| The Fall of Hearts                                                                | - Выпущен: 20 мая 2016 - Лейбл: Peaceville Records - Форматы: CD, DL                 | 188 | 6  | 11 | 31 | 144 | 28 | 48 | —  | 42 | 70  |
| City Burials                                                                      | - Выпущен: 24 апреля 2020 - Лейбл: Peaceville Records - Форматы: CD, DL              | —   | 5  | 6  | —  | —   | 10 | 12 | —  | 41 | —   |
| «—» означает запись, которая не попала в чарт или не была выпущена в этой стране. |                                                                                      |     |    |    |    |     |    |    |    |    |     |

## Альбомы ремиксов
| Название              | Детали альбома                                                                 | Высшая позиция в чартах | Высшая позиция в чартах | Высшая позиция в чартах | Высшая позиция в чартах | Высшая позиция в чартах | Высшая позиция в чартах | Высшая позиция в чартах | Высшая позиция в чартах | Высшая позиция в чартах |
| Название              | Детали альбома                                                                 | ФИН                     | ГЕР                     | ШВЕ                     | ФРА                     | АВТ                     | ШВА                     | НОР                     | НИД                     | ВЕЛ                     |
| --------------------- | ------------------------------------------------------------------------------ | ----------------------- | ----------------------- | ----------------------- | ----------------------- | ----------------------- | ----------------------- | ----------------------- | ----------------------- | ----------------------- |
| Dethroned & Uncrowned | - Выпущен: 9 сентября 2013 - Лейбл: Kscope Music - Форматы: CD, CD+DVD, LP, DL | 33                      | 91                      | —                       | —                       | —                       | —                       | —                       | —                       | 136                     |

## Концертные альбомы
| Live Consternation                                                                | - Выпущен: 28 мая 2007 - Лейбл: Peaceville Records - Форматы: CD, CD+DVD, DL | —  |
| Last Fair Day Gone Night                                                          | - Выпущен: 17 июня 2013 - Лейбл: Peaceville Records - Форматы: CD, LP, DL    | 49 |
| Sanctitude                                                                        | - Выпущен: 30 марта 2015 - Лейбл: Kscope Music - Форматы: BR, CD+DVD, LP, DL | 48 |
| «—» означает запись, которая не попала в чарт или не была выпущена в этой стране. |                                                                              |    |

## Мини-альбомы
| Название                | Детали альбома                                                         |
| ----------------------- | ---------------------------------------------------------------------- |
| Jhva Elohim Meth        | - Выпущен: 7 июля 1993 - Лейбл: VIC Records - Форматы: CD, CS          |
| For Funerals to Come... | - Выпущен: 1995 - Лейбл: Avantgarde Music - Форматы: CD, CS, LP, DL    |
| Sounds of Decay         | - Выпущен: 8 декабря 1997 - Лейбл: Avantgarde Music - Форматы: CD, LP  |
| Saw You Drown           | - Выпущен: 1 января 1998 - Лейбл: Avantgarde Music - Форматы: CD, LP   |
| Teargas                 | - Выпущен: 20 февраля 2001 - Лейбл: Peaceville Records - Форматы: CD   |
| Tonight's Music         | - Выпущен: 26 ноября 2001 - Лейбл: Peaceville Records - Форматы: CD    |
| July                    | - Выпущен: 26 марта 2007 - Лейбл: Peaceville Records - Форматы: CD     |
| The Longest Year        | - Выпущен: 15 марта 2010 - Лейбл: Peaceville Records - Форматы: CD, DL |

## Демо
| Название      | Детали демо                                              |
| ------------- | -------------------------------------------------------- |
| Rehearsal '91 | - Выпущен: 1991 - Лейбл: Самовыпуск - Форматы: CS        |
| Rehearsal '92 | - Выпущен: Октябр 1992 - Лейбл: Самовыпуск - Форматы: CS |

## Совместные альбомы
| Название               | Детали альбома                                                   | Заметки              |
| ---------------------- | ---------------------------------------------------------------- | -------------------- |
| Katatonia / Primordial | - Выпущен: 1996 - Лейбл: Misanthropy Records - Форматы: LP       | - сплит с Primordial |
| Katatonia / Hades      | - Выпущен: Октябрь 1996 - Лейбл: Mystic Production - Форматы: CD | - сплит с Hades      |

## Синглы
| «Ghost of the Sun»                                                                | 2003 | —  | — | —  | Viva Emptiness          |
| «My Twin»                                                                         | 2006 | 20 | 9 | —  | The Great Cold Distance |
| «Deliberation»                                                                    | 2006 | —  | — | —  | The Great Cold Distance |
| «July»                                                                            | 2007 | —  | — | —  | The Great Cold Distance |
| «Day and Then the Shade»                                                          | 2009 | —  | — | —  | Night Is the New Day    |
| «The Longest Year»                                                                | 2010 | —  | — | 90 | Night Is the New Day    |
| «Buildings»                                                                       | 2012 | —  | — | —  | Dead End Kings          |
| «Lethean»                                                                         | 2012 | —  | — | —  | Dead End Kings          |
| «—» означает запись, которая не попала в чарт или не была выпущена в этой стране. |      |    |   |    |                         |

## Сборники
| Название              | Детали альбома                                                           |
| --------------------- | ------------------------------------------------------------------------ |
| Brave Yester Days     | - Выпущен: 28 апреля 2004 - Лейбл: Avantgarde Music - Форматы: CD        |
| The Black Sessions    | - Выпущен: 21 февраля 2005 - Лейбл: Peaceville Records - Форматы: CD+DVD |
| Introducing Katatonia | - Выпущен: 26 апреля 2013 - Лейбл: Recall - Форматы: CD, DL              |
| Kocytean              | - Выпущен: 19 апреля 2014 - Лейбл: Peaceville Records - Форматы: LP      |
| Mnemosynean           | - Выпущен: 1 октября 2021 - Лейбл: Peaceville Records - Форматы: CD, LP  |